# Cổng Ấn Độ
Cổng Ấn Độ là một tượng đài kiến trúc được xây dựng trong thế kỷ 20 tại Mumbai, Ấn Độ. Tượng đài đã được dựng lên để kỷ niệm cuộc đổ bộ của vua George V và hoàng hậu Mary tại Apollo Bunder trong chuyến thăm Ấn Độ năm 1911.
Được xây dựng theo phong cách Ấn-Saracenic, viên đá nền tảng cho Cổng Ấn Độ được đặt vào ngày 31 tháng 3 năm 1911. Cấu trúc này là một vòm làm bằng đá bazan, cao 26 mét (85 feet). Thiết kế cuối cùng của George Wittet đã được phê chuẩn vào năm 1914 và việc xây dựng tượng đài được hoàn thành vào năm 1924. Cổng sau đó được sử dụng như một lối vào nghi lễ mang tính biểu tượng đến Ấn Độ cho Viceroys và Thống đốc mới của Bombay. Nó phục vụ cho phép nhập cảnh và truy cập vào Ấn Độ.
Cổng Ấn Độ nằm trên bờ sông tại khu vực Apollo Bunder ở cuối Chatrapathi Shivaji Maharaj Marg ở Nam Mumbai và nhìn ra Biển Ả Rập. Tượng đài cũng được gọi là Taj Mahal của Mumbai, và là điểm thu hút khách du lịch hàng đầu của thành phố.

## Lịch sử

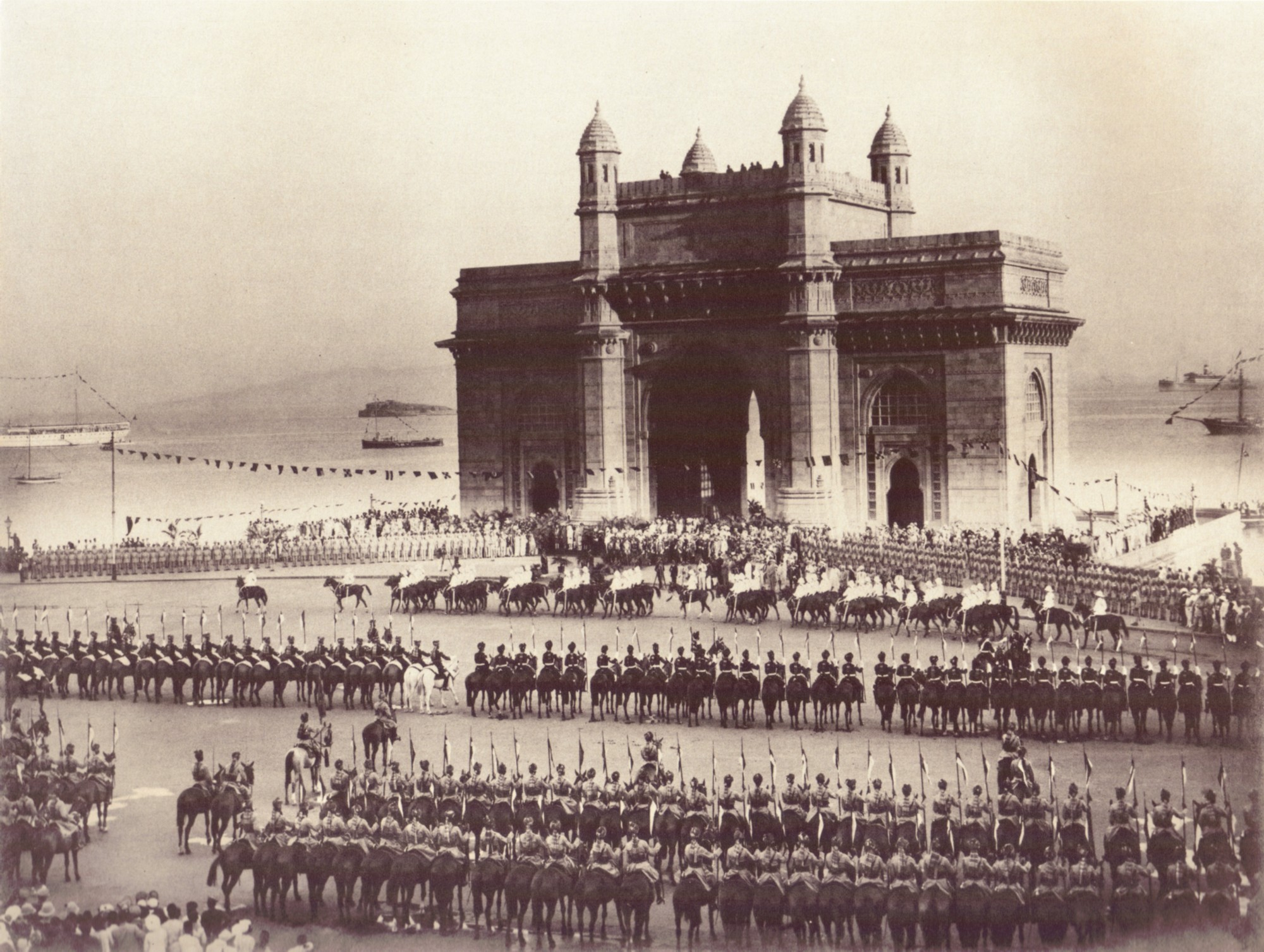
Cổng Ấn Độ, Bombay, 1924

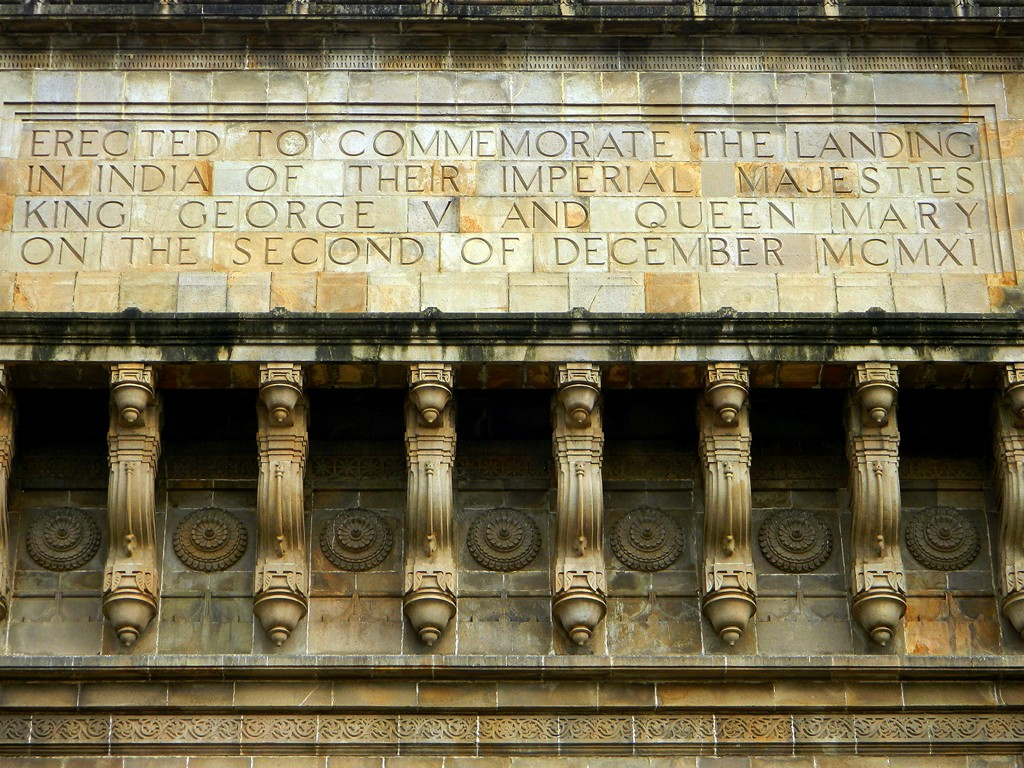
Dòng chữ trên đỉnh Cổng Ấn Độ có dòng chữ Được dựng lên để kỷ niệm cuộc đổ bộ vào Ấn Độ của Hoàng đế George V và Nữ hoàng Mary vào ngày thứ hai của tháng 12 MCMXI"

Cổng Ấn Độ được xây dựng để kỷ niệm chuyến thăm của vua George V và hoàng hậu Mary đến Mumbai, trước khi Delhi Durbar vào tháng 12 năm 1911. Tuy nhiên, họ chỉ được nhìn thấy một mô hình bằng bìa cứng của di tích, vì việc xây dựng không bắt đầu cho đến năm 1915.  Viên đá nền tảng được đặt vào ngày 31 tháng 3 năm 1913 bởi thống đốc bang Bombay, Sir George Sydenham Clarke với thiết kế cuối cùng của George Wittet bị xử phạt vào ngày 31 tháng 3 năm 1914.
Vùng đất nơi Cổng được xây dựng trước đây là một  cầu cảng thô sơ , được sử dụng bởi cộng đồng ngư dân, sau đó được cải tạo và sử dụng làm nơi hạ cánh cho các thống đốc Anh và những người nổi tiếng khác. Trong thời gian trước đó, nó sẽ là cấu trúc đầu tiên mà du khách đến bằng thuyền ở Mumbai sẽ thấy.
Từ năm 1915 đến 1919, công việc được tiến hành tại Apollo Bundar (Cảng) để đòi lại vùng đất nơi cửa ngõ và bức tường biển mới sẽ được xây dựng. Các nền tảng đã được hoàn thành vào năm 1920 và xây dựng được hoàn thành vào năm 1924. The gateway was opened on ngày 4 tháng 12 năm 1924 by the Viceroy, the Earl of Reading.